# Soetkin Elbers
Soetkin Elbers (Brussel, 1986) is een Belgische sopraan die zich specialiseert in barokke gestiek.

## Biografie
Soetkin Elbers studeerde zang bij de Oostenrijkse mezzosopraan Dina Grossberger aan het Koninklijk Conservatorium Brussel, en bij de Duitse contratenor Kai Wessel aan de Musik und Kunst Privatuniversität te Wenen.
Ze vertolkte onder meer Dorinda in Händels Orlando, Amour/Céphise in Rameau's Pigmalion met het L'Orfeo Barockorchester onder leiding van Michi Gaigg, Tebaldo in Don Carlo en La Feu/La Princesse/Le Rossignol in Ravels L'Enfant et les sortilèges. Daarnaast trad ze ook op in hedendaagse opera's van onder meer Ole Hübner en Wen Liu.
Sinds 2014 presenteert Soetkin Elbers het maandelijkse programma Brüssel Zentral op het Duitstalige webradiostation ByteFM.

## Discografie
- 2009: Forqueray: The Forqueray Family[7]
- 2016 La Muse et La Mise (en concert), als lid van RedHerring Baroque Ensemble[8]

- Bibliothèque nationale de France: cb16171681b (data)
- MusicBrainz: b13c6cb4-b092-471d-88b5-2fa14b5a1969
- Virtual International Authority File: 103673954